# パッショネイト 悪の華
『パッショネイト 悪の華』（パッショネイト あくのはな、The Pope of Greenwich Village）は1983年に製作されたアメリカ合衆国の映画。全米週末興行収入成績初登場9位。ミッキー・ローク主演、スチュアート・ローゼンバーグ監督作品。挿入歌は フランク・シナトラの「SUMMER WIND」。

## キャスト
- チャーリー：ミッキー・ローク
- ポーリー：エリック・ロバーツ
- ダイアン：ダリル・ハンナ
- エディ：バート・ヤング
- バーニー：ケネス・マクミラン
- リッター夫人：ジェラルディン・ペイジ
- バンキー：ジャック・キーホー
- バーンズ：M・エメット・ウォルシュ
- ピート：トニー・ムサンテ
- ポーリーの父：フィリップ・ボスコ
- ジョー・グリファシ
- エド・オロス
- ヴァル・エイヴリー
- フランク・ヴィンセント
- タリサ・ソト（クレジットなし）

## あらすじ
ファッションにこだわりを持つレストランの支配人チャーリーと彼を慕うポーリーが、ギャングのボスであるエディの金庫から大金を盗み出し、事態が急転する。